# Stella de' Tolomei

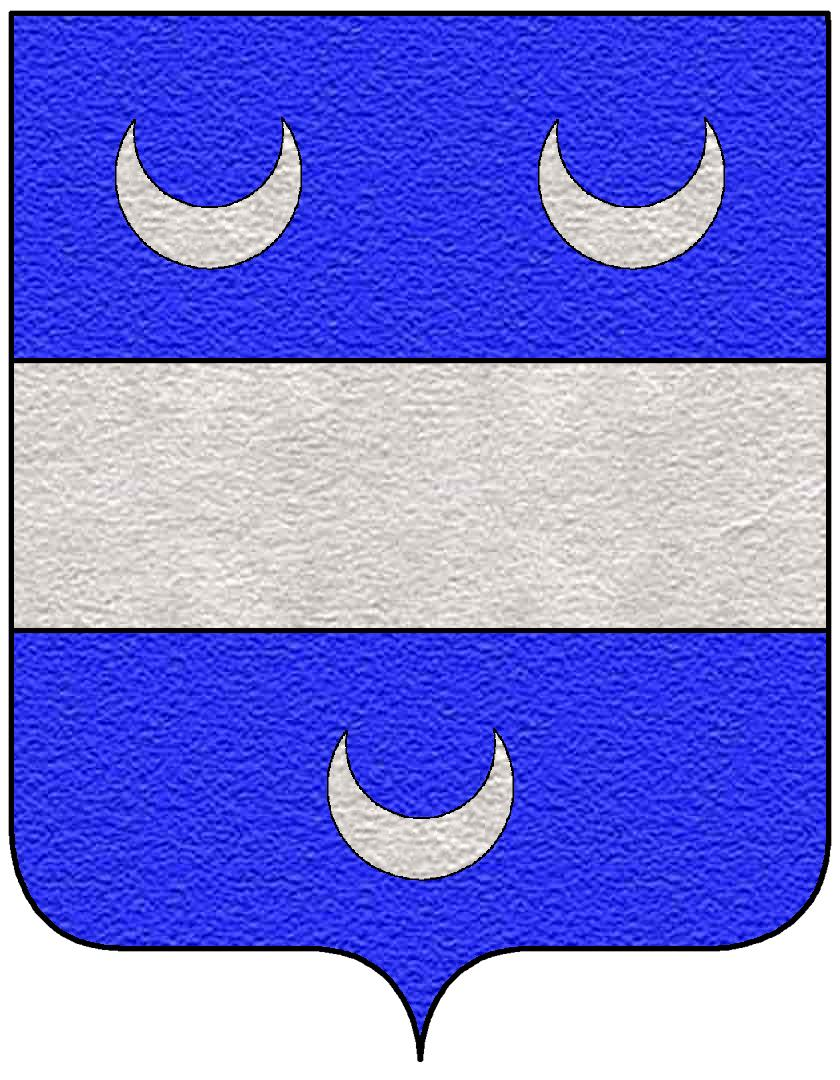
Stemma dei Tolomei

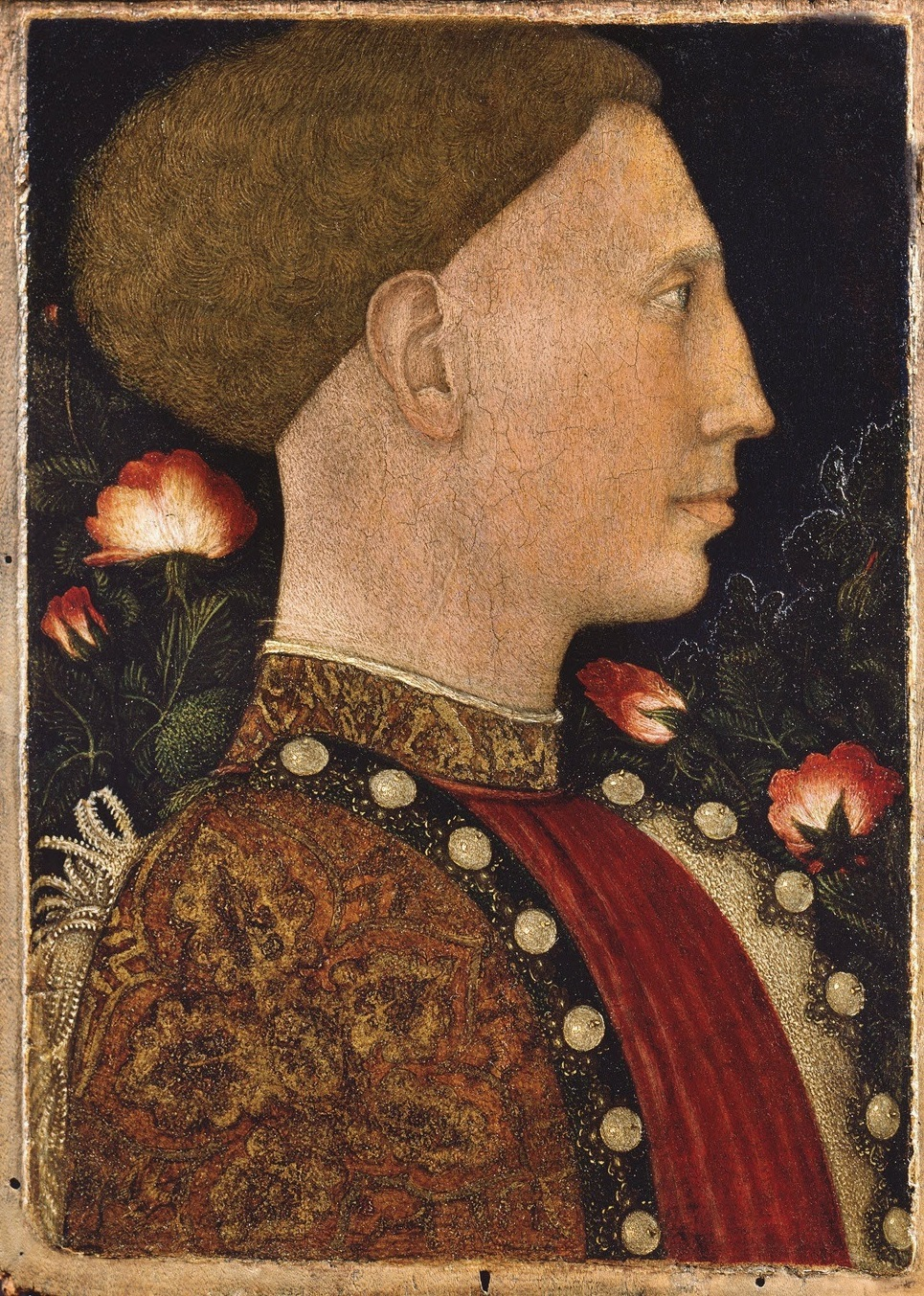
Leonello d'Este

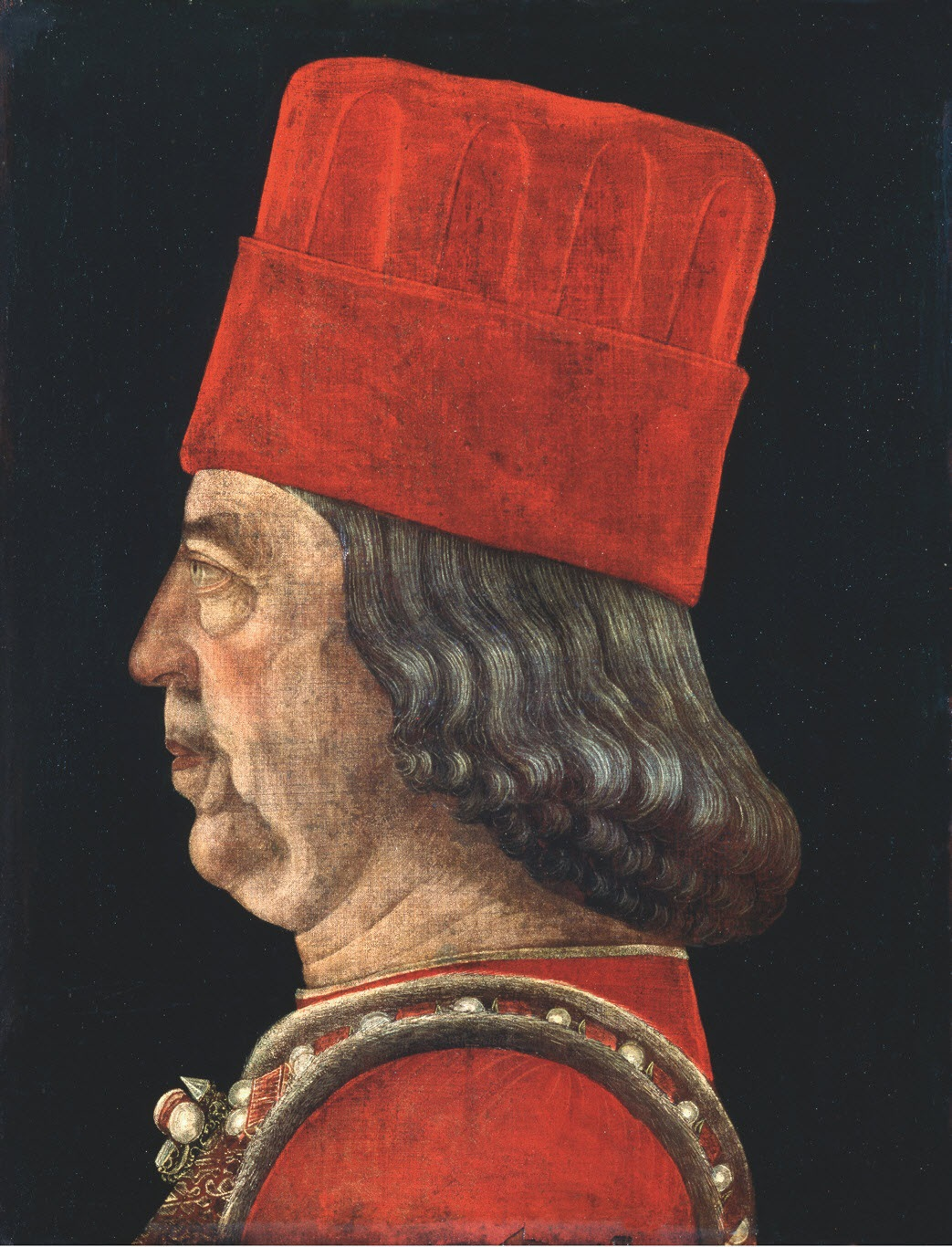
Borso d'Este

Stella de' Tolomei, nota anche col nome di Stella dell'Assassino (1386 circa – Ferrara, 11 luglio 1419), nobildonna italiana, figlia di Giovanni de' Tolomei.

## Biografia
Fu amante di Niccolò III d'Este, marchese di Ferrara e sposato dal 1397 al 1416 con Gigliola da Carrara, a cui diede tre figli:
- Ugo (1405 - Ferrara, 21 maggio 1425);
- Leonello (1407-1450);
- Borso (1413 - 20 agosto 1471).

Nonostante le promesse, Niccolò non sposò mai Stella preferendo invece contrarre un matrimonio politico con Parisina Malatesta, nipote di Carlo Malatesta signore di Rimini e figlia di Andrea Malatesta signore di Cesena.
Ugo, a causa della relazione con Parisina, fu condannato a morte dal padre insieme all'amante.
Leonello e Borso, legittimati da papa Eugenio IV, divennero marchesi di Ferrara alla morte del padre, facendo esiliare i figli legittimi di Niccolò Ercole e Sigismondo nati dal matrimonio con Ricciarda di Saluzzo. Borso nel 1471 ottenne l'investitura di ducato.
Stella morì nel 1419 e fu sepolta nella chiesa di San Francesco.